# Dipólog
Dipólog es una ciudad de Filipinas, capital de Zamboanga del Norte. Según el censo de 2000, tiene una población de 99.862 personas repartidas en 20.461 viviendas; su superficie es de 137 km². Está rodeado por las colinas altas al sur y por el Océano Pacífico al norte. El código de área es 065 y el código postal es 7100. 
Dipólog es conocida por sus orquídeas silvestres y también su industria de sardinas, que provienen del mar colindante, rico en pesca. Se apoda la "ciudad de la orquídea del sur".

## Barrios
La ciudad tiene 21 barrios que se llaman barangay.
| - Barra (Pob.) - Biasong (Pob.) - Central (Pob.) - Cogon - Dicayas - Diwan - Estaka (Pob.) - Galas - Gulayon - Lugdungan - Minaog | - Miputak (Pob.) - Olingan - Punta - San José - Sangkol - Santa Filomena - Santa Isabel - Sicayab - Sinaman - Turno |